# Steyr ACR
Steyr ACR (от англ. Advanced Combat Rifle — Усовершенствованная Боевая Винтовка) — перспективный образец оружия, разработанный компанией Steyr Mannlicher для участия в одноименной исследовательской программе. 

## История
История создания связана с американской программой ACR, проводившаяся в конце 80-х годов. Цель исследования — повышение боевой эффективности в 2 раза по сравнению с винтовкой M16A2. 
Компания Steyr Mannlicher представила свой образец Steyr ACR (наряду с HK G11 и AAI ACR). Особенность данного оружия — применение специально разработанных боеприпасов с флешеттами в качестве поражающих элементов. 
Разработка имела ряд достоинств из-за подобного боеприпаса, например, низкую отдачу, высокую настильность стрельбы, хорошую бронебойность. Однако это не оправдывало огромных затрат, необходимых для перехода армии США на принципиально новый боеприпас. Поэтому программа была заморожена. 
Оставшиеся два образца Steyr ACR находятся в двух: музеях — один в американском Форте Беннинг (штат Джорджия), а второй —  в австрийском музее компании Steyr Mannlicher.

## Описание

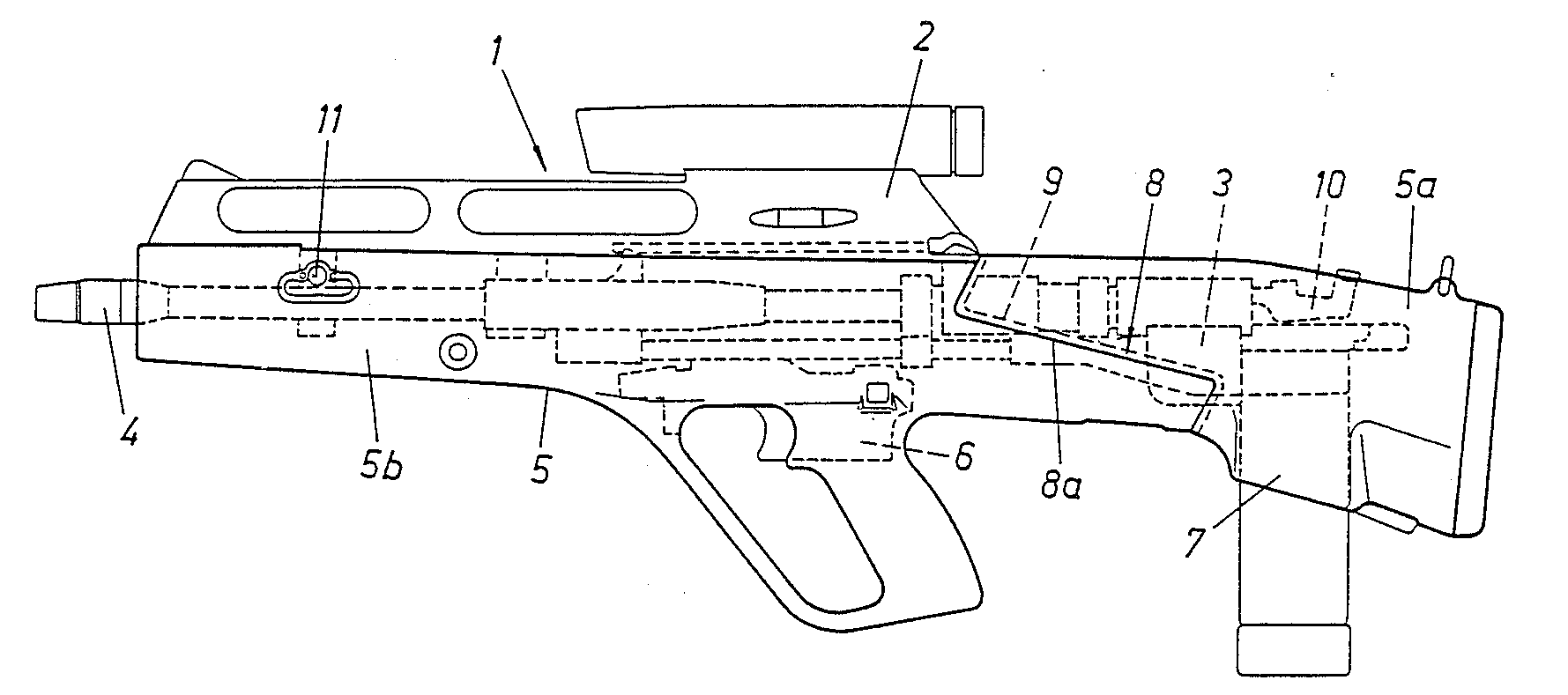
Steyr ACR в разрезе

Steyr ACR представляет собой автомат в схеме булл-пап с газоотводной системой автоматики и дизайном схожий с Steyr AUG.
Одной из особенностей оружия является экстрактор гильз, так как он не расположен сбоку, а снизу перед магазином оружия. Благодаря чему в оружии был решен один из минусов оружий в созданных по системе булл-пап — невозможность использования оружия с левого плеча. С такой системой не только легко использовать оружие правшам и левшам, но и легче использовать во время городских сражений.
Затвор оружия сделан по типу затвора винтовок системы AR-15, то есть Т-образной формы.
Корпус оружия, как и корпус Steyr AUG, сделан из пластика и разделен на две части.
Однако все конструктивные плюсы оружия не спасли его от неоправданных затрат на смену патронов для армии США.

## Патрон оружия

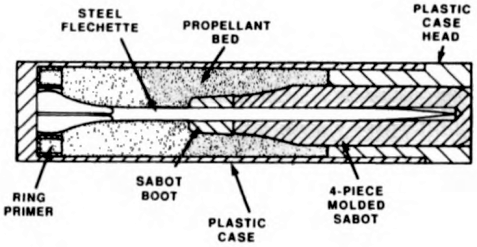
Схема боеприпаса для Steyr ACR

Каждый патрон для Steyr ACR содержит стальную флешетту в специальном поддоне, утопленном в заряде пороха, находящемся вокруг флешетты. Гильза диаметром 10,4 мм и высотой 45 мм изготовлялась из пластмассы и не имела традиционного капсюля. Вместо этого использовался кольцевой воспламенитель, впрессованный в донце гильзы. Флешетта длиной 41,25 мм и диаметром 1,6 мм имела массу 0,66 грамма. Весь боеприпас в сборе имел массу 5,1 грамм, что было почти в два раза легче обычного патрона 5,56 × 45 мм.
Однако главным минусом стал сам же материал гильзы. Она была сделана из пластмассы, которая была не очень прочной. Но дополнительной проблемой для этой проблемы стал именно что плюс этого оружия — нижняя экстракция гильз. На большой скорости гильзы могли просто ломаться и пластмассовые осколки могли навредить стрелку.
Подобные боеприпасы использовалось в винтовке той же программы — AAI ACR, а также в советском автомате АО-27.